# Edward Gurney

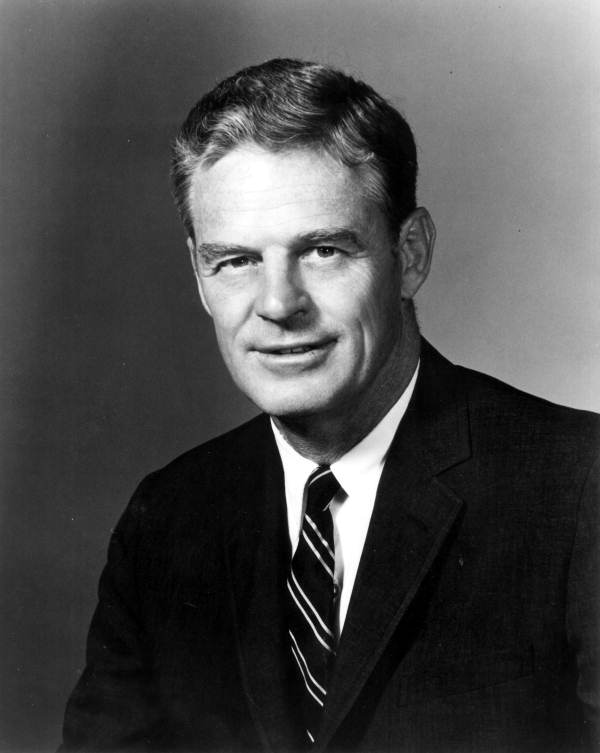
Edward John Gurney

Edward John Gurney (* 12. Januar 1914 in Portland, Maine; † 14. Mai 1996 in Winter Park, Florida) war ein US-amerikanischer Politiker.
Gurney besuchte das Colby College in Waterville und studierte nach seinem Abschluss 1935 an der Law School der Harvard University weiter. 1938 beendete er sein Studium und wurde in die Anwaltschaft von New York aufgenommen. Gurney praktizierte nun bis 1941 in New York City. In diesem Jahr trat er infolge des Zweiten Weltkrieges in die United States Army ein. 1946 schied er aus dem aktiven Dienst aus und studierte erneut an der Law School der Duke University. Nach seinem dortigen Abschluss zog Gurney 1948 nach Winter Park in Florida und begann wieder zu praktizieren. 1961 bis 1962 war er Bürgermeister der Stadt.
Gurney wurde 1962 als Republikaner in den Kongress gewählt und vertrat dort vom 3. Januar 1963 bis zum 3. Januar 1969 den Bundesstaat Florida im US-Repräsentantenhaus. Danach wechselte er in den US-Senat, in dem er Florida vom 3. Januar 1969 bis zu seinem Rücktritt am 31. Dezember 1974 als Senator vertrat. Nach seinem Ausscheiden aus der Politik kehrte Gurney nach Winter Park zurück, wo er 1996 starb.